# Moje kolędy na koniec wieku
Moje kolędy na koniec wieku (reedycja z 2010 roku Moje kolędy) – album kompozytora Zbigniewa Preisnera. Pierwsze wydanie miało miejsce w 1999 roku. Drugie wydanie albumu pod skróconą nazwą, (jednak z niezmienioną lista utworów) odbyło się 29 listopada 2010 roku. 27 listopada 2015 roku odbyła się premiera nowego albumu W poszukiwaniu dróg. Nowe i stare kolędy, na którym znajduje się siedem premierowych utworów i wszystkie dwanaście utworów z płyty Moje kolędy na koniec wieku.

## Lista utworów
| Nr  | Tytuł utworu                                         | Tekst               | Muzyka            | Długość |
| --- | ---------------------------------------------------- | ------------------- | ----------------- | ------- |
| 1.  | „24 Grudnia każdego roku”                            | –                   | Sinfonia Varsovia | 2:24    |
| 2.  | „Całą noc padał śnieg” (Beata Rybotycka)             | Marian Hemar        | Zbigniew Preisner | 3:26    |
| 3.  | „Śpij Jezu Śpij” (Beata Rybotycka)                   | Agata Miklaszewska  | Zbigniew Preisner | 4:17    |
| 4.  | „Z tego będzie cud” (E. Towarnicka i Piotr Łykowski) | Szymon Mucha        | Zbigniew Preisner | 2:59    |
| 5.  | „Kolęda warszawska” (Justyna Szafran)                | Stanisław Baliński  | Zbigniew Preisner | 4:06    |
| 6.  | „Betlejem Polskie” (Anna Szałapak)                   | Stanisław Skoneczny | Zbigniew Preisner | 4:22    |
| 7.  | „To już pora na Wigilię” (Zespół Górali „Zakopiany”) | Wanda Chotomska     | Zbigniew Preisner | 4:27    |
| 8.  | „Zima w Betlejem” (Beata Rybotycka)                  | Agata Miklaszewska  | Zbigniew Preisner | 4:17    |
| 9.  | „Kolęda dla Nieobecnych” (Beata Rybotycka)           | Szymon Mucha        | Zbigniew Preisner | 5:51    |
| 10. | „Kolęda dla Piotra” (Zbigniew Preisner)              | Jan Nowicki         | Zbigniew Preisner | 5:25    |
| 11. | „Kolęda Na Koniec Wieku” (Jacek Wójcicki)            | Jan Nowicki         | Zbigniew Preisner | 8:14    |
| 12. | „Wigilijny czas”                                     | –                   | Sinfonia Varsovia | 4:21    |
|     |                                                      |                     |                   | 54:09   |

## Twórcy
- Muzyka:

Orkiestra Sinfonia Varsovia, Leszek Możdżer na fortepianie, Andy Pask i John Parricelli, Chór Chłopięcy Filharmonii Krakowskiej.
- Wokal:

Elżbieta Towarnicka, Beata Rybotycka, Justyna Szafran, Anna Szałapak, Jacek Wójcicki i zespół góralski "Zakopiany"